# Мужо, Леон
Леон Поль Габриэль Мужо (фр. Léon Paul Gabriel Mougeot; (10 ноября 1857 года, Монтиньи-ле-Руа, департамент Верхняя Марна, Франция — 25 октября 1928 года, Вилье-Сюр-Сюиз, департамент Верхняя Марна, Франция) — французский государственный деятель, министр сельского хозяйства Франции (1902—1905).

## Биография
Родился в семье нотариуса. Изучал право в Дижоне и Париже. Затем работал адвокатом в Лангре.
В 1892 г. привлек к себе общественное внимание успешной работой по защите нотариусов от злоупотребления доверием. В 1893 г. основал и стал президентом Общества овощеводства и виноделия Верхней Марны. Выступил в качестве соорганизатора нескольких сельскохозяйственных паевых фондов. Являлся активным масоном и принадлежал к ложе L’Etoile de la Haute-Marne. 
В 1884 г. был избран в муниципальный совет Лангра, а с 1888 по 1898 гг. был мэром города. В 1898 г. становится членом генерального совета департамента Верхняя Марна, с 1907 по 1920 г. возглавлял генеральный совет департамента. Являлся одним из лидеров радикальной партии в Верхней Марне и определял региональную политику, особенно во время кризиса виноградной филлоксеры, когда защищал интересы местных виноделов.
В 1889 г. баллотировался на пост депутата Национального собрания Франции, но потерпел поражение. В 1893 г. был избран депутатом от Верхней Марны. Сначала он состоял во фракции левых прогрессистов, был секретарем фракции, затем занял более левые позиции. С 1896 по 1898 г. занимал пост секретаря Национального собрания.
В 1898—1902 гг. — заместитель министра почт и телеграфов Франции. Во время майской 1899 г. забастовки почтовых служащих в Париже принял решение о силовом разгоне протестующих, в июле того же года принял решение о размещении нового типа чугунного почтового ящика, который в его честь стал называться «мужотонами» («mougeottes»). Они быстро приобрели широкую популярность, первоначально были окрашены в бронзово-зеленый цвет, а с 1905 г. — в синий цвет. Также поддерживал развитие пневомопочты, штамповочных машин, использование почтальонами велосипеда и другие инновации. В 1898 г. он решил открыть в Лангре телефонную станцию, которая была введена в эксплуатацию в марте 1900 г.
В 1902—1905 гг. занимал пост министра сельского хозяйства Франции. Проводил последовательную протекционистскую политику. Также был одним из инициаторов принятия закона о фальсификации вина 1905 г., направленного против подделки алкогольной продукции.
В марте-ноябре 1907 г. являлся политическим директором журнала Le Petit Troyen.
С 1908 по 1920 гг. входил в состав Сената и фракцию Демократических левых.
Приобрел ценные земельные владения в колониях, в частности, в Тунисе его называли «сеньор Мужо». В 1913 г. становится председателем «Компании Западного Мадагаскара», против которой он убежденно выступал в качестве депутата.